# 沼泽葶苈
沼泽葶苈（学名：Draba rockii）为十字花科葶苈属下的一个种。

## 扩展阅读
- 維基物種上的相關：沼泽葶苈